# マセラティ・バルケッタ
バルケッタ（Barchetta ）は、デ・トマソ社の配下にあったマセラティ社が開発し、1991年から1992年まで製作されたレーシングカー。

## 概要
バルケッタは、ワンメイク・レース・シリーズ「Grantrofeo Barchetta」用に設計・開発された。
2台のプロトタイプと16台のレーシング・モデルが、デ・トマソの工場において製作された。
同時期のマセラティ・ビトゥルボやギブリ（2代目）と共通の1,996ccのツインターボ・エンジンをミッドシップ搭載する。